# Seznam mehiških pevcev resne glasbe
Seznam mehiških pevcev resne glasbe.

## A
- Belén Amparán
- Francisco Araiza

## B
- Marcela Bovio

## V
- Rolando Villazón

## Z
- Susana Zabaleta